# Infidels
Infidels — 22-й студійний альбом американського музиканта та автора пісень Боба Ділана, виданий 1 листопада 1983 року лейблом Columbia Records.

## Про альбом
Спродюсований Марком Нопфлером і самим Діланом, «Infidels» ознаменував повернення виконавця до світських тем в музиці і відхід від госпелівського звучання попередніх 3-х альбомів. Хоча Ділан публічно не відрікався від своєї віри і не відмовлявся від використання релігійних образів, у «Infidels» основна увага приділена більш особистим темам кохання і розлуки, а також долі людини і людства із згадкою проблем навколишнього середовища і геополітики.
Про цей альбом багато писали музичні критики, практично постійно у позитивному ключі, одобряючи як самі пісні, так і звучання. Альбом доволі добре продавався: він досяг 20-го місця у США (де згодом став золотим) і 9-го — у Великій Британії.

## Список пісень
| Сторона 1 | Сторона 1             | Сторона 1  |
| #         | Назва                 | Тривалість |
| --------- | --------------------- | ---------- |
| 1.        | «Jokerman»            | 6:12       |
| 2.        | «Sweetheart Like You» | 4:31       |
| 3.        | «Neighborhood Bully»  | 4:33       |
| 4.        | «License to Kill»     | 3:31       |

| Сторона 2 | Сторона 2                        | Сторона 2  |
| #         | Назва                            | Тривалість |
| --------- | -------------------------------- | ---------- |
| 1.        | «Man of Peace»                   | 6:27       |
| 2.        | «Union Sundown»                  | 5:21       |
| 3.        | «I and I»                        | 5:10       |
| 4.        | «Don't Fall Apart on Me Tonight» | 5:54       |